# Eucalyptus quinniorum
Eucalyptus quinniorum är en myrtenväxtart som beskrevs av J.T. Hunter och J.J. Bruhl. Eucalyptus quinniorum ingår i släktet Eucalyptus och familjen myrtenväxter. Inga underarter finns listade i Catalogue of Life.